# Mihael Štajnar
Mihael Štajnar, né le 6 octobre 2000, est un coureur cycliste slovène.

## Biographie
Mihael Štajnar est un cycliste polyvalent qui pratique diverses disciplines. En 2018, il est sacré champion de Slovénie de cyclo-cross juniors. L'année suivante, il représente son pays aux championnats d'Europe. Il devient ensuite champion de Slovénie de VTT en juin 2021,. Quelques mois plus tard, il se classe troisième de la vitesse par équipes aux championnats de Slovénie sur piste. 
En décembre 2022, il se distingue en remportant le championnat de Slovénie de cyclo-cross. Il devance à cette occasion Tadej Pogačar, double vainqueur du Tour de France. La même année, il termine meilleur grimpeur de Belgrade-Banja Luka et septième du championnat de Slovénie sur route. Il participe également à la première édition du championnat du monde de gravel et au Tour de l'Avenir.
En décembre 2023, il conserve son titre de champion de Slovénie de cyclo-cross. Peu de temps après, il intègre l'équipe continentale Sava Kranj. Avec cette formation, il se classe troisième de Belgrade-Banja Luka au printemps 2024.
En 2025, il est sacré champion de Slovénie du contre-la-montre.

## Palmarès sur route

### Par année
- 2024
  - 3e de Belgrade-Banja Luka
- 2025
  - Champion de Slovénie du contre-la-montre

### Classements mondiaux
| Année                                 | 2021  | 2022  | 2023  | 2024 |
| ------------------------------------- | ----- | ----- | ----- | ---- |
| Classement mondial                    | 2718e | 1569e | 1671e | 817e |
| UCI Europe Tour                       | 1774e | 1052e | 1090e | nc   |
|                                       |       |       |       |      |
| Légende : nc = non classéSource : UCI |       |       |       |      |

## Palmarès en cyclo-cross
- 2017-2018
  -  Champion de Slovénie de cyclo-cross juniors
- 2019-2020
  - 3e du championnat de Slovénie de cyclo-cross
- 2022-2023
  -  Champion de Slovénie de cyclo-cross
- 2023-2024
  -  Champion de Slovénie de cyclo-cross
- 2024-2025
  -  Champion de Slovénie de cyclo-cross

## Palmarès en VTT
- 2021
  -  Champion de Slovénie de cross-country
- 2023
  - 3e du championnat de Slovénie de cross-country
- 2024
  - 2e du championnat de Slovénie de cross-country

## Palmarès sur piste
- 2021
  - 3e du championnat de Slovénie de vitesse par équipes
- 2022[4]
  - 2e du championnat de Slovénie de poursuite
  - 2e du championnat de Slovénie de poursuite par équipes
- 2023[5]
  -  Champion de Slovénie de poursuite par équipes (avec Matic Žumer, Marko Pavlič et Luka Vrhovnik)
  - 2e du championnat de Slovénie de l'omnium
  - 3e du championnat de Slovénie de vitesse par équipes
- 2024[6]
  -  Champion de Slovénie de poursuite par équipes (avec Matic Žumer, Jaka Marolt et Maj Flajs)
  - 2e du championnat de Slovénie de vitesse par équipes
- 2025[7]
  - 3e du championnat de Slovénie de poursuite
  - 3e du championnat de Slovénie de poursuite par équipes